# Morti nel 2007/Settembre
| Questa pagina contiene informazioni ricavate automaticamente dalle voci biografiche con l'ausilio del template Bio e di un bot. L'aggiornamento è periodico e automatico e ricostruisce completamente la pagina. Se manca una persona in questa lista, sei pregato di non aggiungerla, ma accertati piuttosto che la sua voce biografica contenga il template Bio e che i dati anagrafici siano correttamente compilati. Se il template Bio manca, inseriscilo tu stesso o, in alternativa, metti l'avviso {{tmp\|Bio}} che ne segnala la mancanza. Se i dati riportati sono sbagliati, correggi direttamente la voce biografica; le modifiche saranno visibili in questa lista entro pochi giorni. Per chiarimenti vedi il progetto biografie. La lista contiene solo le 135 persone che sono citate nell'enciclopedia e per le quali è stato implementato correttamente il template Bio. Pagina aggiornata al 18 feb 2025. |

- 1º settembre - Giuseppe Pera, giurista italiano (n. 1928)
- 1º settembre - Viliam Schrojf, calciatore cecoslovacco (n. 1931)
- 2 settembre - Diego Chafer, ciclista su strada spagnolo (n. 1913)
- 2 settembre - Detlef Franke, egittologo tedesco (n. 1952)
- 2 settembre - Marcia Mae Jones, attrice statunitense (n. 1924)
- 2 settembre - Nando Matola, calciatore mozambicano (n. 1982)
- 2 settembre - Alberto Nirenstein, giornalista e scrittore apolide (n. 1916)
- 2 settembre - Walter Ocampo, nuotatore messicano (n. 1928)
- 3 settembre - Atilio Cremaschi, calciatore cileno (n. 1923)
- 3 settembre - Gustavo Eberto, calciatore argentino (n. 1983)
- 3 settembre - Steve Fossett, aviatore, navigatore e avventuriero statunitense (n. 1944)
- 3 settembre - Gift Leremi, calciatore sudafricano (n. 1984)
- 3 settembre - Sven Lundquist, tiratore a segno svedese (n. 1920)
- 3 settembre - Woody Sauldsberry, cestista statunitense (n. 1935)
- 4 settembre - Teresio Ferraroni, vescovo cattolico italiano (n. 1913)
- 4 settembre - Jacques Logie, politico, magistrato e storico belga (n. 1938)
- 4 settembre - Clemente Manco, politico e avvocato italiano (n. 1919)
- 4 settembre - Noriyasu Numata, pilota motociclistico giapponese (n. 1966)
- 4 settembre - Gigi Sabani, imitatore, conduttore televisivo e cantante italiano (n. 1952)
- 4 settembre - John Scott, IX duca di Buccleuch, nobile, militare e politico inglese (n. 1923)
- 5 settembre - Julieta Campos, scrittrice cubana (n. 1932)
- 5 settembre - Jennifer Dunn, politica statunitense (n. 1941)
- 5 settembre - Ferruccio Ferroni, fotografo italiano (n. 1920)
- 5 settembre - Paul Gillmor, politico statunitense (n. 1939)
- 5 settembre - Artemio Giovagnoni, scultore, medaglista e commediografo italiano (n. 1922)
- 5 settembre - Nikos Nikolaidis, regista e sceneggiatore greco (n. 1939)
- 5 settembre - Charlotte Zucker, attrice statunitense (n. 1921)
- 6 settembre - Eva Crane, fisica, biologa e scrittrice britannica (n. 1912)
- 6 settembre - Madeleine L'Engle, scrittrice statunitense (n. 1918)
- 6 settembre - Luciano Pavarotti, tenore italiano (n. 1935)
- 6 settembre - Carla Ragionieri, regista, pianista e attrice italiana (n. 1917)
- 6 settembre - Bob Rensberger, cestista e allenatore di pallacanestro statunitense (n. 1921)
- 6 settembre - Byron Stevenson, calciatore gallese (n. 1956)
- 7 settembre - Norman Deeley, calciatore inglese (n. 1933)
- 7 settembre - Rubén Sosa, fumettista e illustratore argentino (n. 1939)
- 8 settembre - Juan Daniel Cardellino, arbitro di calcio uruguaiano (n. 1942)
- 8 settembre - Giuseppe Davanzo, architetto e designer italiano (n. 1921)
- 8 settembre - Harry Kure, calciatore norvegese (n. 1928)
- 8 settembre - Maria Michetti, partigiana e politica italiana (n. 1922)
- 8 settembre - Giuseppe Oriana, militare e politico italiano (n. 1915)
- 8 settembre - Christopher Seton-Watson, militare, storico e italianista britannico (n. 1918)
- 8 settembre - Juan Carlos Tacchi, calciatore argentino (n. 1932)
- 9 settembre - Luigi Dossena, arcivescovo cattolico e diplomatico italiano (n. 1925)
- 9 settembre - Helmut Senekowitsch, allenatore di calcio e calciatore austriaco (n. 1933)
- 9 settembre - Zoran Tadić, regista e sceneggiatore croato (n. 1941)
- 9 settembre - Hughie Thomasson, cantante e chitarrista statunitense (n. 1952)
- 10 settembre - Antonio Graziani, politico italiano (n. 1930)
- 10 settembre - Joe Rantz, canottiere statunitense (n. 1914)
- 10 settembre - Juma Santos, percussionista statunitense (n. 1947)
- 10 settembre - Jane Wyman, attrice, cantante e ballerina statunitense (n. 1917)
- 11 settembre - Ian Porterfield, calciatore e allenatore di calcio britannico (n. 1946)
- 11 settembre - Joe Zawinul, tastierista e pianista austriaco (n. 1932)
- 12 settembre - Dusty Anderson, attrice statunitense (n. 1918)
- 12 settembre - Bobby Byrd, musicista, cantante e produttore discografico statunitense (n. 1934)
- 12 settembre - Giovanni Cogoni, vescovo cattolico italiano (n. 1916)
- 13 settembre - Gaetano Arfé, politico, giornalista e storico italiano (n. 1925)
- 13 settembre - Joachim Hansen, attore tedesco (n. 1930)
- 14 settembre - Jacques Martin, conduttore radiofonico, conduttore televisivo e attore francese (n. 1933)
- 14 settembre - Malcolm Musgrove, calciatore e allenatore di calcio inglese (n. 1933)
- 14 settembre - Pupino Samonà, pittore italiano (n. 1925)
- 14 settembre - Ambrogio Valadè, calciatore italiano (n. 1937)
- 15 settembre - Eolo Capritti, attore italiano (n. 1918)
- 15 settembre - Leslie Holligan, calciatore guyanese (n. 1978)
- 15 settembre - Colin McRae, pilota di rally britannico (n. 1968)
- 15 settembre - Jeremy Moore, generale britannico (n. 1928)
- 15 settembre - Aldemaro Romero, pianista, compositore e arrangiatore venezuelano (n. 1928)
- 16 settembre - Robert Jordan, scrittore statunitense (n. 1948)
- 16 settembre - Gianugo Polesello, architetto, urbanista e politico italiano (n. 1930)
- 17 settembre - Maurice King, cestista statunitense (n. 1935)
- 17 settembre - Charlotte Lewis, cestista statunitense (n. 1955)
- 18 settembre - Pepsi Tate, bassista britannico (n. 1965)
- 18 settembre - Alfredo Zennaro, illustratore, regista teatrale e scrittore italiano (n. 1916)
- 19 settembre - Umberto Fusaroli Casadei, partigiano e rivoluzionario italiano (n. 1926)
- 20 settembre - Franco Fanti, ciclista su strada italiano (n. 1924)
- 20 settembre - Osvaldo Mariño, pallanuotista uruguaiano (n. 1923)
- 20 settembre - Mieczysław Warmus, informatico e matematico polacco (n. 1918)
- 21 settembre - Hallgeir Brenden, fondista norvegese (n. 1929)
- 21 settembre - Bob Collins, politico australiano (n. 1946)
- 21 settembre - Alice Ghostley, attrice statunitense (n. 1923)
- 21 settembre - Knut Gudem, calciatore norvegese (n. 1927)
- 21 settembre - Enzo Morandini, trombettista italiano (n. 1924)
- 21 settembre - Oliviero de Quintajé, cantautore e musicista italiano (n. 1959)
- 21 settembre - Petar Stambolić, politico jugoslavo (n. 1912)
- 21 settembre - Lorenzo Tomatis, oncologo e epidemiologo italiano (n. 1929)
- 22 settembre - Bodinho, calciatore brasiliano (n. 1928)
- 22 settembre - Giorgio Fattori, giornalista e scrittore italiano (n. 1924)
- 22 settembre - André Gorz, filosofo e giornalista francese (n. 1923)
- 22 settembre - Nicholas Halsted, schermidore britannico (n. 1942)
- 22 settembre - Marcel Marceau, attore teatrale e mimo francese (n. 1923)
- 22 settembre - `Alí-Muhammad Varqá, iraniano (n. 1911)
- 23 settembre - Renzo Barbieri, scrittore, sceneggiatore e editore italiano (n. 1930)
- 23 settembre - Italo Bellotti, politico italiano (n. 1917)
- 23 settembre - Pietro Alessandro Giustini, storico della scienza italiano (n. 1939)
- 24 settembre - Odd Andersen, calciatore norvegese (n. 1920)
- 24 settembre - Hugo Geoffrey, antifascista e generale austriaco (n. 1919)
- 24 settembre - Giuseppe Martini, partigiano e esperantista italiano (n. 1924)
- 24 settembre - Sergio Testori, attore e stuntman italiano (n. 1935)
- 25 settembre - Hans Colberg, calciatore danese (n. 1921)
- 25 settembre - István Gaál, regista e sceneggiatore ungherese (n. 1933)
- 25 settembre - Karl Berg, calciatore tedesco (n. 1921)
- 25 settembre - Nobuo Matsunaga, calciatore giapponese (n. 1921)
- 25 settembre - Zef Pllumi, religioso e scrittore albanese (n. 1924)
- 25 settembre - Edmur Ribeiro, calciatore brasiliano (n. 1929)
- 25 settembre - Felix L. Sparks, avvocato, politico e militare statunitense (n. 1917)
- 26 settembre - Patrizia Adami Rook, psicologa, psicoterapeuta e psicoanalista italiana (n. 1942)
- 26 settembre - Stanislav Andreski, sociologo polacco (n. 1919)
- 26 settembre - Roberto Dias, calciatore brasiliano (n. 1943)
- 26 settembre - Erich Habitzl, calciatore austriaco (n. 1923)
- 26 settembre - Erik Hazelhoff Roelfzema, militare, agente segreto e scrittore olandese (n. 1917)
- 26 settembre - Marco Petta, abate italiano (n. 1921)
- 27 settembre - René Binggeli, ciclista su strada svizzero (n. 1941)
- 27 settembre - Þórhallur Einarsson, calciatore islandese (n. 1921)
- 27 settembre - Kenji Nagai, fotoreporter giapponese (n. 1957)
- 27 settembre - Piero Pieralli, politico e giornalista italiano (n. 1929)
- 27 settembre - Darcy Robinson, hockeista su ghiaccio canadese (n. 1981)
- 28 settembre - René Desmaison, alpinista francese (n. 1930)
- 28 settembre - Charles B. Griffith, sceneggiatore, attore e regista statunitense (n. 1930)
- 28 settembre - Adam Kozłowiecki, cardinale, arcivescovo cattolico e missionario polacco (n. 1911)
- 28 settembre - Peter Kuiper, attore olandese (n. 1929)
- 28 settembre - Mario Leporatti, partigiano italiano (n. 1919)
- 29 settembre - Lois Maxwell, attrice canadese (n. 1927)
- 29 settembre - Katsuko Saruhashi, chimica giapponese (n. 1920)
- 29 settembre - Gyula Zsivótzky, martellista ungherese (n. 1937)
- 30 settembre - Frederico Barrigana, calciatore portoghese (n. 1922)
- 30 settembre - Andrea Dotti, psichiatra italiano (n. 1938)
- 30 settembre - Len Graham, calciatore nordirlandese (n. 1925)
- 30 settembre - Milan Jelić, economista, politico e dirigente sportivo bosniaco (n. 1956)
- 30 settembre - Khachatur Kyapanaktsyan, sollevatore armeno (n. 1968)
- 30 settembre - Paul Meyer, regista belga (n. 1920)
- 30 settembre - Charles F. D. Moule, presbitero, teologo e biblista britannico (n. 1908)
- 30 settembre - Henri Paternóster, schermidore belga (n. 1908)
- 30 settembre - Giuseppe Scimone, criminale italiano (n. 1945)
- 30 settembre - Emidio Sfredda, manager italiano (n. 1922)
- 30 settembre - István Turai, calciatore ungherese (n. 1925)
- 30 settembre - Oswald Mathias Ungers, architetto e teorico dell'architettura tedesco (n. 1926)